# Biécourt
Biécourt település Franciaországban, Vosges megyében. Lakosainak száma 91 fő (2022. január 1.). Biécourt Ménil-en-Xaintois, Morelmaison, Saint-Prancher, Totainville, Dommartin-sur-Vraine és Gironcourt-sur-Vraine községekkel határos.

## Népesség
A település népességének változása:
| Lakosok száma | 93   | 101  | 103  | 103  | 100  | 97   | 94   | 92   | 91   |
|               | 2013 | 2015 | 2016 | 2017 | 2018 | 2019 | 2020 | 2021 | 2022 |